# Exocentrus subfasciatipennis
Exocentrus subfasciatipennis là một loài bọ cánh cứng trong họ Cerambycidae.